# 鈴木秀丸
鈴木 秀丸（すずき ひでまる、1907年10月30日 - 1984年11月24日）は、日本の元ラグビー選手。

## 経歴
世田谷学園中学から法政大学へと進学。
法大では主将を務めた。
卒業後は富士箱根自動車（後の小田急箱根。現・箱根登山バス）に進む。
1930年のカナダ戦で日本代表初キャップを獲得。
法大初の日本代表選手である。
1949年に法大ラグビー部監督に就任。
1964年度の第1回全国大学ラグビー選手権大会で法大を優勝に導いた。

## プロフィール
- 東京都出身。
- ポジションはセンター(CTB)。
- 身長 160cm、体重 70kg
- 日本代表キャップは1[2]。

## 関連人物
- 寺村誠一
- 柯子彰
- 北野孟郎
- 藤井貢
- 鳥羽善次郎